# Мустанги в Лас-Колінасі
Мустанги в Лас-Колінасі (англ. Mustangs at Las Colinas або Mustangs of Las Colinas) — оригінальний пам'ятник диким коням можна побачити в американському місті Ірвінг, штат Техас, США. Велика скульптурна композиція з бронзи знаходиться на площі Вільямс (англ. Williams Square) в районі Лас-Колінас.

## Опис та історія
Скульптури мустангів встановлені на площі Вільямс у 1984 році. Автором пам'ятника став скульптор Роберт Глен. Оригінальний проект був затверджений у 1976 році. Велика скульптура зображує дев'ятьох мустангів, що біжать по воді. Ці дикі коні колись мешкали на більшій частині території Техасу і є його своєрідним символом. Мустанги уособлюють силу вільного духу, ініціативу і рух, якими славився штат Техас в роки його становлення. Бронзові фігури коней в 1981 році були відлиті в англійській майстерні «Морріс Зінгер». Вони мають розміри в півтора рази більше реальних, хоча в оточенні хмарочосів візуально виглядають меншими. З-під копит коней летять бризки фонтанів, які створюють ефект руху. Неглибокий басейн із водою має довжину 130 метрів. Він викладений під невеликим нахилом і перетинає гранітну площу Вільямс. Скульптурна композиція мустангів була нагороджена почесною премією Американського товариства ландшафтних архітекторів.

## Музей
Недалеко від статуй мустангів розташований музей, присвячений скульптурі мустангів в Лас-Колінасі. У музеї відвідувачі можуть дізнатися історію 8-річної роботи африканського скульптора дикої природи — Роберта Глена. У музеї відвідувачам також демонструється фільм, який розповідає, скільки часу та зусиль знадобилось на проектування, створення й установку цієї чудової пам'ятки монументального мистецтва. Інші роботи Роберта Глена також входять до експозиції музею.